# Richard Spruce
Richard Spruce (Ganthorpe (Yorkshire), 10 september 1817 – Coneysthorpe, 28 december 1893) was een Engels botanicus die onder andere Zuid-Amerikaanse planten verzamelde.
Spruce vertrok in 1849 naar Zuid-Amerika. Aan boord van zijn schip ontmoette hij een broer van Alfred Russel Wallace, deze onderzocht rubberplanten. In 1864 bracht hij zo'n 30.000 planten naar Engeland.
- Bibliothèque nationale de France: cb13164249v (data)
- Author citation (botany): Spruce
- CiNii: DA0661324X
- Gemeinsame Normdatei: 119527243
- International Standard Name Identifier: 0000 0000 8086 7894
- Library of Congress Control Number: n84028856
- Bibliotheek van het Japanse parlement: 00950588
- Nationale Bibliotheek van Tsjechië: jcu20191024055
- Nationale Bibliotheek van Israël: 987007276967905171
- Nederlandse Thesaurus van Auteursnamen: 070686467
- SNAC: w6t15t9g
- Système universitaire de documentation: 050329065
- Museum of New Zealand Te Papa Tongarewa: 49851
- Virtual International Authority File: 7525584
- WorldCat: E39PBJrwPDRQkBFTybmqpPGT73